# Ensemble Hauptstraße (Pleinting)

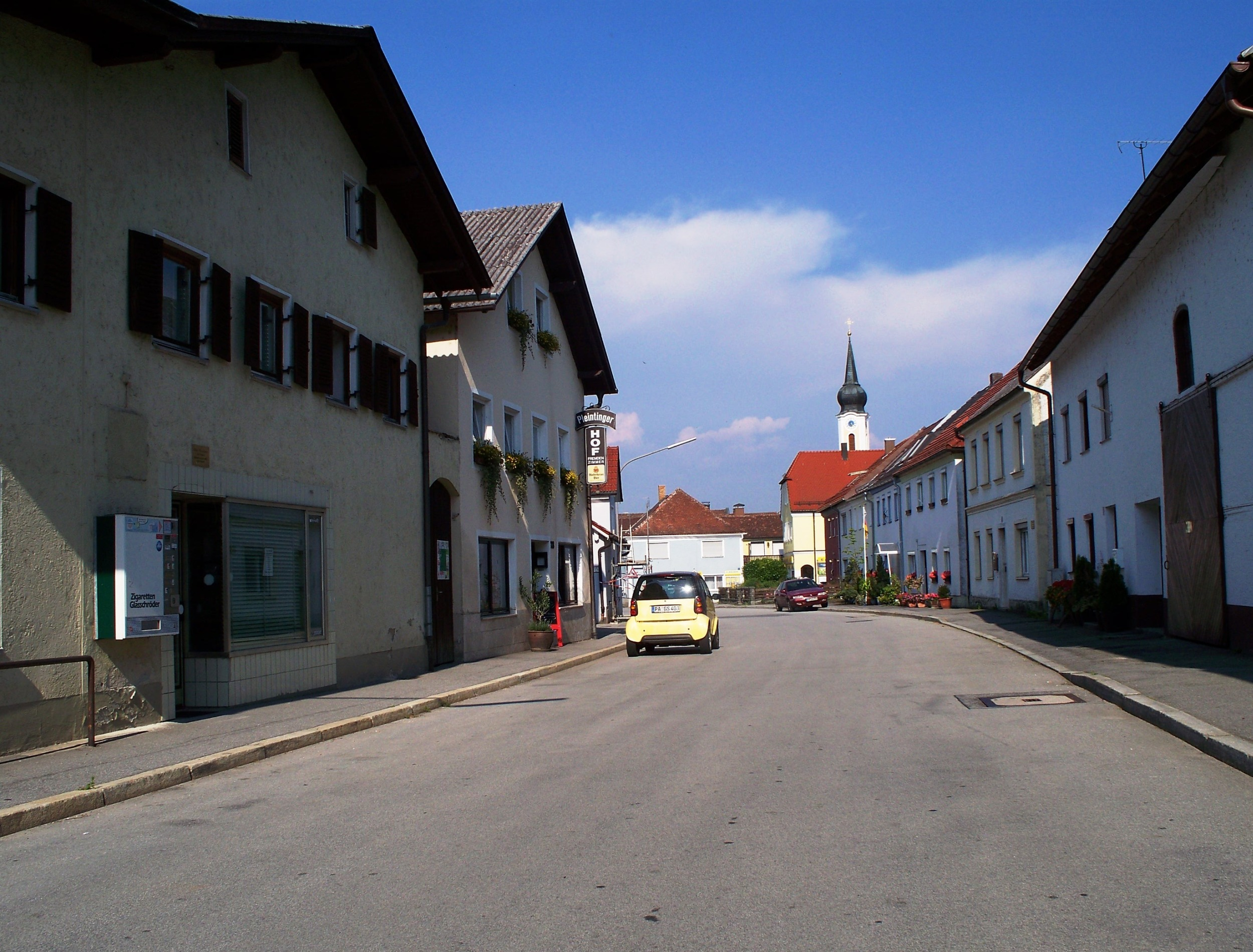
Hauptstraße in Pleinting

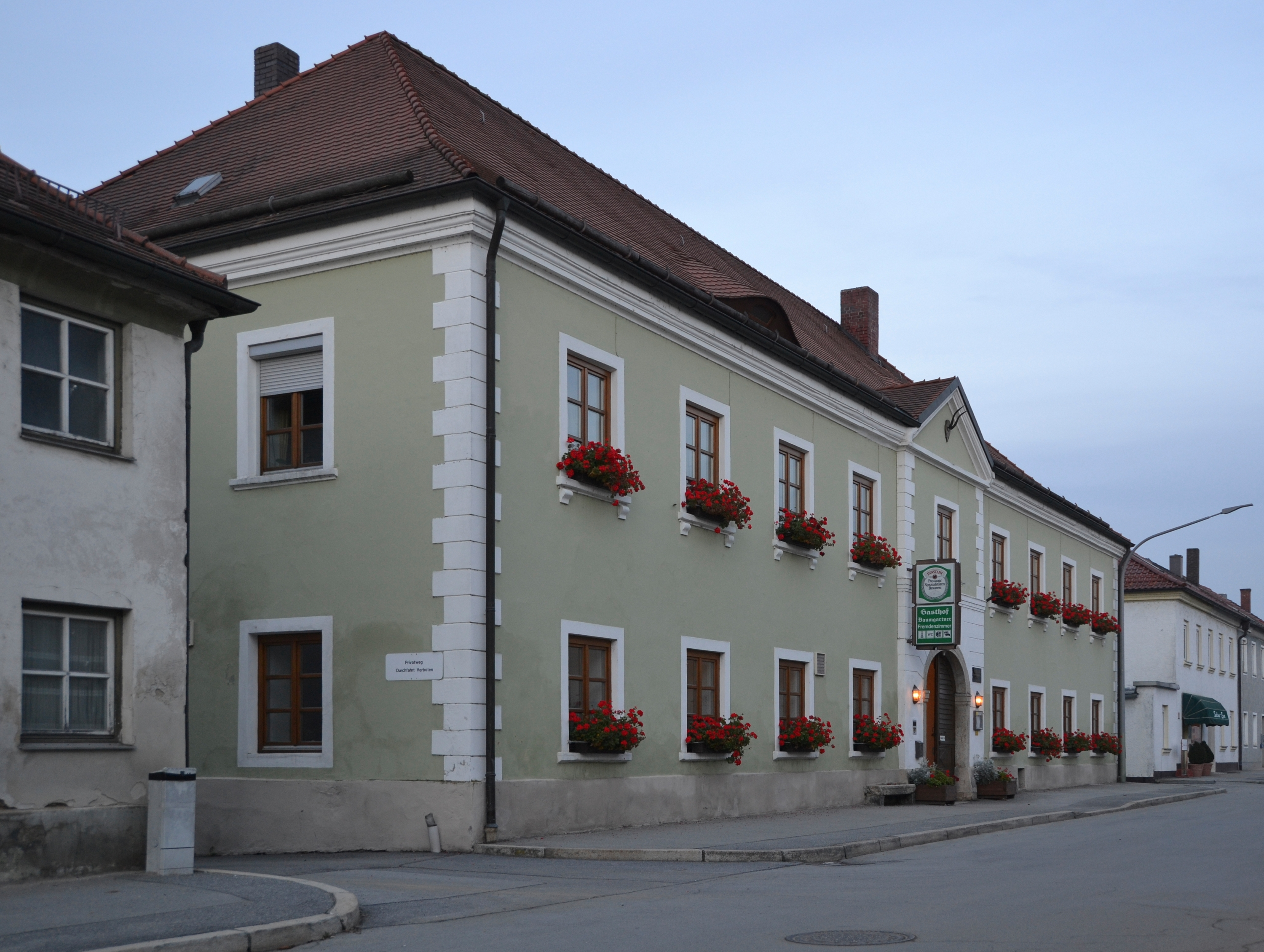
Hauptstraße 32: Gasthof Baumgartner

Das Ensemble Hauptstraße in Pleinting, einem Stadtteil von Vilshofen an der Donau im niederbayerischen Landkreis Passau, ist ein Bauensemble, das unter Denkmalschutz steht.

## Beschreibung
Das Ensemble umfasst die Hauptstraße des an der Donau gelegenen Marktortes. Der leicht geknickte, breite Straßenzug wurde nach dem Brand des gesamten Ortes im Jahr 1838 in geschlossener massiver Bauweise und weitgehend gleichartig mit verputzten, meist zweigeschossigen Traufseithäusern wiederaufgebaut. 
Die schlichten Gebäude zeichnen sich durch weitgehend gleiche Stockwerks- und Traufhöhen aus. Die Akzente im Straßenbild liegen bei den großen, über die übrigen Bauten hinausragenden Gasthöfen. 
Aus der Strenge der Straßenflucht weicht die profanierte Nikolauskapelle ab. Sie ist ein spätmittelalterlicher Bau. 
Im Westen wird das Straßenbild durch das Gasthaus Zur Blauen Donau mit seinem Halbwalmdach optisch wirkungsvoll abgeschlossen.

## Einzeldenkmäler
- Hauptstraße 32: Gasthof Baumgartner
- Hauptstraße 34: Ehemalige Kapelle St. Nikolaus
- Hauptstraße 35: Ehemaliger Brauereigasthof
- Hauptstraße 44: Ehemaliges Schulhaus
- Hauptstraße 45: Gasthof
- Hauptstraße 54: Wohnhaus
- Hauptstraße 56: Gasthaus Zur Blauen Donau

Siehe auch: Liste der Baudenkmäler in Pleinting